# Красное Иваново
Красное Иваново (мар. Красный Ивановы) — деревня в Горномарийском районе Республики Марий Эл. Входит в состав Озеркинского сельского поселения.

## География
Находится в юго-западной части республики Марий Эл на левобережье Волги на расстоянии приблизительно 21 км по прямой на север-северо-запад от районного центра города Козьмодемьянск и 15 км по прямой на северо-запад от центра поселения деревни Озерки.

## История
Была основана переселившимися и направленными сюда русскими крестьянами в 1920-х годах. По данным 1927 года в деревне числилось 11 дворов (51 человек).

## Население
Население составляло 25 человека (русские 72 %) в 2002 году, 9 в 2010.